# Bief-des-Maisons
Bief-des-Maisons település Franciaországban, Jura megyében. Lakosainak száma 74 fő (2022. január 1.). Bief-des-Maisons Gillois, Foncine-le-Haut, Arsure-Arsurette és Les Chalesmes községekkel határos.

## Népesség
A település népességének változása:
| Lakosok száma | 131  | 96   | 74   | 71   | 77   | 74   | 72   | 68   | 70   | 74   |
|               | 1968 | 1982 | 1990 | 2006 | 2013 | 2015 | 2017 | 2019 | 2020 | 2022 |